# Ernesto D'Alessio
Ernesto D'Alessio (Cidade do México, 6 de março de 1977) é um cantor e ator, filho da cantora e atriz Lupita D'Alessio e do ator Jorge Vargas.

## Biografia
Ernesto convencido de sua vocação, estudou piano e música aos 14 anos no Canadá, logo voltou ao México para estudar no (CEA) Centro de Euducação Artistica da Televisa, durante dois anos e mais tarde ele teve a oportunidade de cantar e se lançou como solista com a canção Cambiaré.
A carreria de Ernesto ficou evidente na década de 90, como cantor entre seus temas musicais conhecidos são Te voy a dejar en libertad,  Con el alma en un cajón, Hece un mitruno, Salvame entre otros. Foi integrante também do grupo "Dkda" criado a partir da telenovela DKDA: Sueños de juventud onde ele atuou, nesta telenovela conheceu a atriz Alessandra Rosaldo com quem  teve uma relação amorosa, de quase 5 anos.
Ernseto se casou Rosario Ruiz dia 18 de maio de 2007, que é popularmente conhecida como (Chayito), de 22 anos de religão evangélica igual a Ernesto D´Alessio. Em junho de 2007, imediatamente depois de regressar de sua lua de mel, eles descobriram que estavam esperando seu primeiro filho juntos para final do ano.
Ernesto fez muitas telenovelas de êxito desde então, como Al alma no tiene color telenovela de 1997 dos protagonistas Laura Flores e Arturo Peniche, DKDA: Sueños de juventud de 2000, onde interpretou Mateo D'Ávila um dos jovens protagonistas, atuando com atores com Jan, Patricio Borghetti, na telenovela Aventuras en el tiempo de 2001, Salomé de 2002, nesta telenovela Ernesto foi um dos personagens centrais interpretando José Miguel Lavalle e contracenendo com Edith González, Rafael Amaya e José María Torre, atuou em Bajo la misma piel de 2003 com Kate del Castillo e Juan Soler.
Ernesto também esteve em Contra viento y marea de 2005 atou com Sebastián Rulli, Marlene Favela e Adriana Fonseca, na telenovela Código Postal de 2006, Heridas de amor de 2006 contracenando com os protagonistas Jacqueline Bracamontes e Guy Ecker, sua última telenovela foi Tormenta en el paraíso atuando com os atores Sara Maldonado e Erick Elias
De igual maneira nestes momentos é considerado um dos artistas mais importantes na cena do teatro musical do México, havendo participado de grande musicais como El Fantasma de la Opera com o papel de Raoul, Jose el Soñador tendo o papel de José, Los Miserables intepretando o papel de Marius, La Bella y la Bestia como a fera, esses foram alguns clássicos do teatro que Ernesto já atuou.
Como cantor entre suas principais influências estão sua mãe: Lupita D'Alessio, de quem herdou o timbre de voz muito similar, o legendario cantor mexicano José José, em suas apresentações ao vivo interpreta seus temas e frequentemente é denominado: "o melhor cantor que já nasceu no México". No ano de 2006 Ernesto  participou do reality show "Cantando por un Sueño".
Em 2008 ele é convidado por Rubén e Santiago Galindo para partpicipar de outro  reality show "El show de los sueños", uma produção da Televisa, onde alternou junto a artistas da muicais como Gloria Trevi, Edith Márquez e Kalimba.
Ernesto tem uma vida regrada e segue a risca sua religião, tem uma execelente relação com a sua mãe Lupita, mas o mesmo não se pode dizer com relação ao seu pai Jorge já falecido que também era famoso, eles tiveram uma relação muito tumultuada e com insultos publicados na midia mexicana.

## Carreira

### Telenovelas
- A que no me dejas (2015) - Darío Córdova (1ª temporada)
- Tormenta en el paraíso (2007) - Leonardo Bravo
- Código Postal (2006-2007) - Gerardo Villalpando
- Heridas de amor (2006) - Juan Jiménez García
- Contra viento y marea (2005) - Eduardo Cárdenas Contreras
- Bajo la misma piel (2003) - Andrés Murillo Ortiz
- Salomé (2002) - José Miguel Lavalle
- Aventuras en el tiempo (2001) - El Brother
- DKDA: Sueños de juventud (2000) - Mateo D'Ávila
- El alma no tiene color (1997) - Papalote

### Cinema
- Beautiful Prison (2014) - Chente
- La misma Luna (2007) - Oscar Ponce
- Lágrimas de cristal (2007) - Marcos Granados

### Teatro
- Los Miserables - Marius

## Discografia
- Ernesto D'Alessio
- Con el alma en un cajon
- DKDA (participação)
- Aventuras en el tiempo (participação)